# BR-420
A BR-420 é uma rodovia federal do Brasil. Faz ligação entre as: BR-110, BR-324, BR-242 entre os municípios de Pojuca, Santo Amaro, Cachoeira, São Félix, Maragogipe, Nazaré das Farinhas - BA-001, Jaguaripe, BR-101 até a BR-116, entre os municípios de Laje, Mutuípe, Jiquiriçá, Ubaíra, Santa Inês, Itaquara até Jaguaquara, Região do Vale do Jiquiriçá, na Bahia.
O seu percurso é de 352,9 quilômetros, e agora encontra-se completamente asfaltada de Laje na BR-101 até Jaguaquara no Entroncamento com a BR-116.

## Sistema Viário Oeste
A rodovia federal está incluída no projeto do governo estadual da Bahia do Sistema Viário Oeste (SVO), simbolizado na Ponte Salvador–Ilha de Itaparica. O projeto possuía ao fim de 2016 a formatação de associação entre a empresa estatal estadual baiana Bahiainvest, Caixa Econômica Federal e estatal chinesa. A rodovia participaria com o seu prolongamento ao federalizar e absorver o trecho da BA-001 desde o entroncamento até o marco do quilômetro zero (próximo a Salvador) e a própria ponte.